# Psilochorema tautoru
Psilochorema tautoru är en nattsländeart som beskrevs av Mcfarlane 1964. Psilochorema tautoru ingår i släktet Psilochorema och familjen Hydrobiosidae. Inga underarter finns listade i Catalogue of Life.